# Bộ tứ siêu đẳng 2: Sứ giả bạc
Fantastic Four: Rise of the Silver Surfer (còn được biết đến với tên Fantastic Four 2 hay cách điệu như Fantastic 4: Rise of the Silver Surfer) là bộ phim siêu anh hùng năm 2007, dựa trên truyện tranh Fantastic Four. Đây là phần tiếp theo của Fantastic Four năm 2005, đạo diễn bởi Tim Story. Phim lấy cốt truyện sau khi Fantastic Four đối đầu với Silver Surfer và họ cố gắng cứu Trái Đất khỏi Galactus. Bộ phim đã thu về 301 triệu USD và nhận được đánh giá trái chiều từ các nhà phê bình. Nó được phát hành dưới dạng đĩa Blu-ray và DVD vào ngày 2 tháng 10 năm 2007